# 赤池 (日進市)
赤池（あかいけ）は、愛知県日進市の町名。現行行政地名は赤池1丁目から赤池5丁目。

## 地理
日進市の南西部に位置し、東は浅田町、西は名古屋市天白区平針・荒池、南は赤池町・赤池南、北は赤池町に接する。

## 歴史

### 沿革
- 1994年（平成6年）10月1日 - 旧日進町大字赤池の一部より、日進市赤池一～五丁目が成立[5][6]。
- 2008年（平成20年）5月24日 - 赤池町の一部を四丁目へ編入[7]。

## 世帯数と人口
2019年（令和元年）7月1日現在の世帯数と人口は以下の通りである。
| 町丁 | 世帯数    | 人口    |
| ---- | --------- | ------- |
| 赤池 | 1,845世帯 | 4,093人 |

### 人口の変遷
国勢調査による人口の推移
| 1995年（平成7年）  | 2,300人 | [ 8 ]  |  |
| 2000年（平成12年） | 2,669人 | [ 9 ]  |  |
| 2005年（平成17年） | 3,207人 | [ 10 ] |  |
| 2010年（平成22年） | 3,776人 | [ 11 ] |  |
| 2015年（平成27年） | 3,981人 | [ 12 ] |  |

## 学区
市立小・中学校に通う場合、学区は以下の通りとなる。また、公立高等学校に通う場合の学区は以下の通りとなる。
| 番・番地等 | 小学校             | 中学校               | 高等学校 |
| ---------- | ------------------ | -------------------- | -------- |
| 全域       | 日進市立赤池小学校 | 日進市立日進西中学校 | 尾張学区 |

## 施設
- 日進市立赤池小学校
- 日進市立西部保育園
- ピアゴ ラ フーズコア赤池店
- ツルハドラッグ日進赤池店
- あいち銀行赤池支店
- 三井住友銀行赤池支店
- 十六銀行赤池支店
- 日進赤池郵便局
- プライムツリー赤池

## 交通

### 道路
- 愛知県道58号名古屋豊田線（飯田街道）

### 鉄道駅
- 名古屋市営地下鉄鶴舞線・名鉄豊田線 赤池駅